# ريجنالد وير
ريجنالد وير (بالإنجليزية: Reginald Weir)‏ هو طبيب أمريكي، ولد في 30 سبتمبر 1911، وتوفي في 21 أغسطس 1987 في فير لون في الولايات المتحدة.

## وصلات خارجية
- ريجنالد وير على موقع رابطة محترفي التنس (الإنجليزية)